# George Sangmeister
George Edward Sangmeister (né le 16 février 1931 et décédé le 7 octobre 2007) est un homme politique américain, membre du parti démocrate, ancien Représentant des quatrième et onzième district de l'Illinois à la Chambre des représentants des États-Unis.
En 2007, il meurt d'une leucémie. Il est enterré dans le cimetière national Abraham Lincoln à Ellwood en Illinois.